# Chiesa di San Cirillo (Bressanone)
La chiesa di San Cirillo (in tedesco Kirche von St. Cyrill) è una chiesa cattolica che si trova poco a nord della città di Bressanone, precisamente a Pinzago (Pinzagen) in Alto Adige, sul sommo dell'omonimo colle (823 m di altitudine).

## Storia

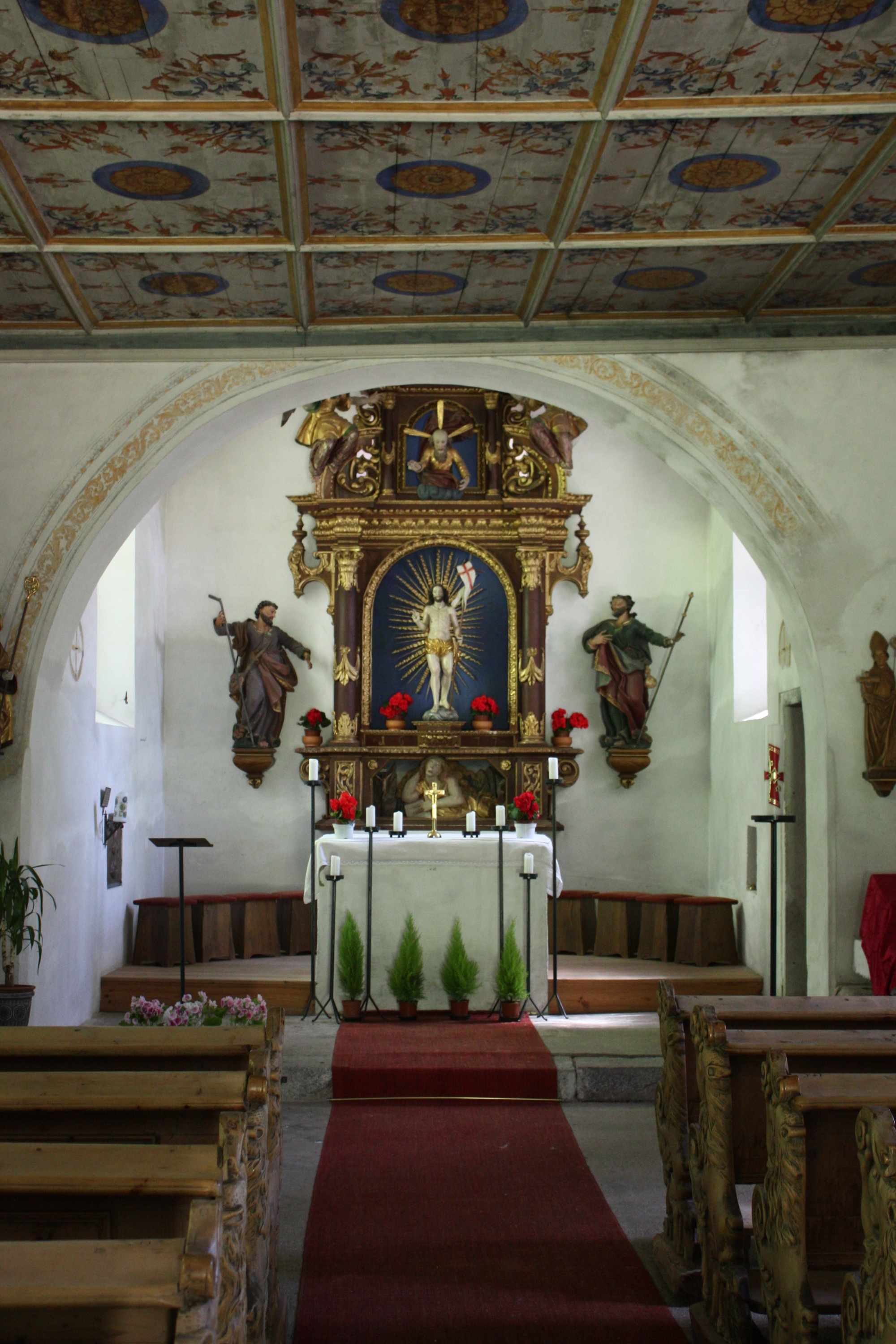
Interno della chiesa

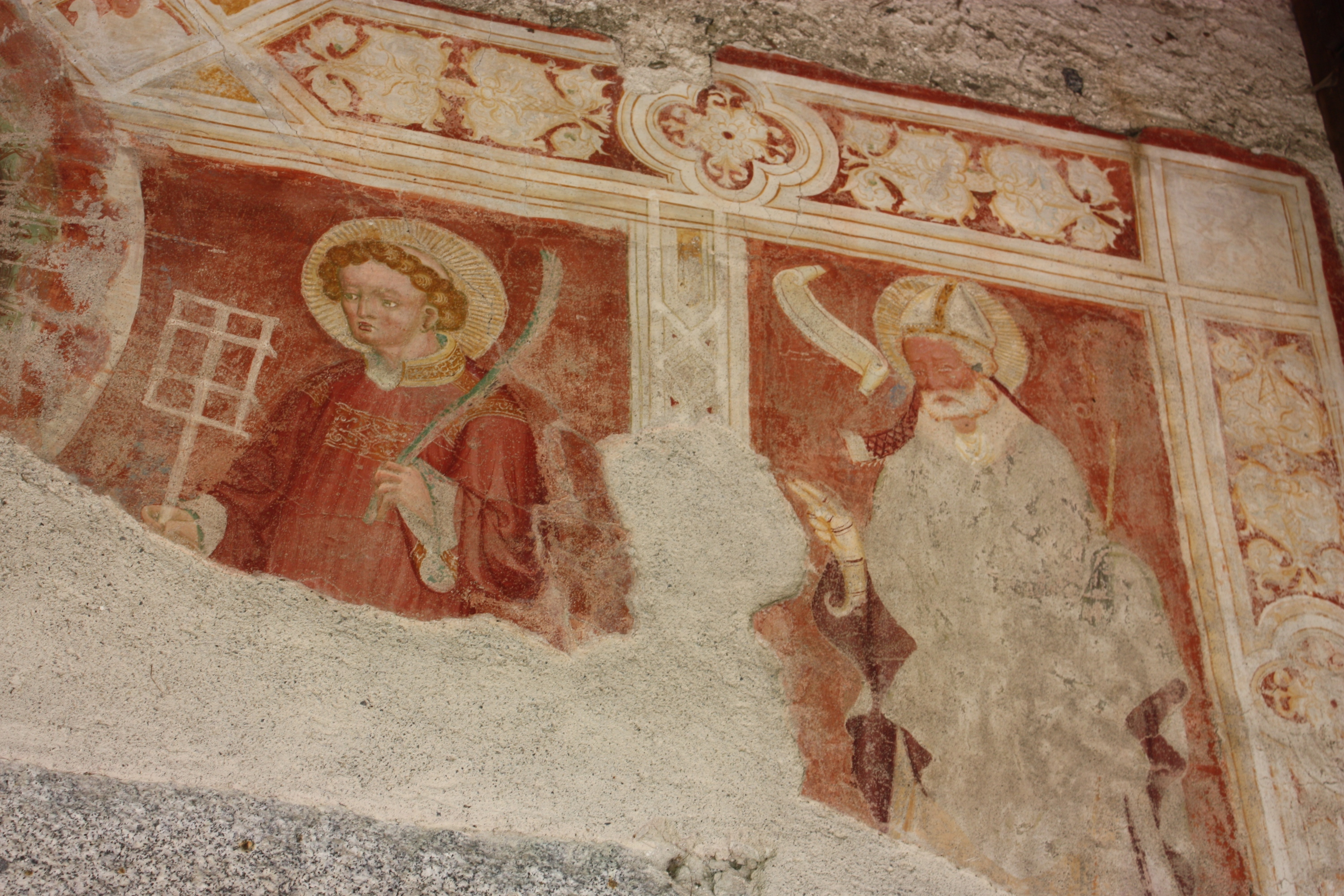
Affreschi al suo interno

La chiesa era già menzionata in un documento storico nel 1283, ma con tutta probabilità essa fu costruita su un precedente edificio pagano.
Nel 1334 un tale "Thomas Heinrichs des Vollen Knecht zu Brichsen", ovvero Thomas, servo di Heinrich Voll di Bressanone, dispose tramite lascito che annualmente, nel giorno di san Lorenzo (10 agosto), vengano distribuiti presso la chiesa di San Cirillo pane e formaggio ai poveri. Il frumento per il pane doveva provenire dal Geygeracker, un podere posto immediatamente sotto la chiesa.
Il soffitto risale al XV secolo, mentre gli arredi al tempo del barocco. Nel corso degli anni la chiesa cadde in uno stato di grave abbandono, fino al 1992, quando fu affidata alla parrocchia di San Michele di Bressanone.
Col restauro la chiesa è tornata ad essere un vivace punto di riferimento per la pietà popolare, anche in relazione al "Sentiero dei Santi d'Europa" (Europa-Besinnungsweg).

## Affreschi ed arredamenti
Su di una facciata della chiesa, si trova un grande affresco di san Cristoforo, assieme alla barbuta San Kummernus, di Maria col Bambino e di san Cirillo, apostolo degli slavi, il quale assicura protezione ai pellegrini ed ai viandanti.
Altre caratteristiche della chiesa sono il soffitto ligneo con la presenza di alcuni dipinti a rosette e rampicanti, archi trionfali rotondi, finestre ad arco, portale e volta a crociera.

## Vie d'accesso
Per raggiungere la chiesa, vi sono principalmente due vie:
- a piedi, lungo il Sentiero dei Santi d'Europa che percorrendo un irto sentiero nel bosco, passa accanto a 8 capitelli.
- lungo la normale strada che arriva direttamente alla chiesa.

## Il sentiero dei Santi d'Europa
Questo sentiero è la via che solitamente si percorre per salire lungo una via spirituale alla chiesa. Fin dal 1993, si è ritenuto opportuno di abbinare la prospettiva della nuova Europa nel segno del cristianesimo con un sentiero che induca alla meditazione.
Lungo il cammino verso l'unità europea non vi sono accompagnatori migliori dei Santi d'Europa, per questo motivo sono stati scelti 23 santi da 18 nazioni europee.

### I capitello - Maria
Il primo capitello è dedicato a Maria, con un rilievo in bronzo che mostra la Madonna che porge a noi il suo figlio Gesù. Sotto di esso trovano rifugio gli abitanti della città da una parte e dall'altra quelli della campagna. Sopra la Madonna si trova lo stemma d'Europa.

### II capitello - Europa
Il secondo è dedicato ai santi san Benedetto da Norcia, san Cirillo e san Metodio. Presso il capitolo si trova le seguente frase biblica scritta in greco, latino e slavo: "Se il signore non costruisce la casa, invano vi faticano i costruttori" (Sal 127,1).

### III capitello - Evangelizzazione
Il terzo capitello è dedicato a santa Teresa d'Avila (Spagna), san Pietro Canisio (Paesi Bassi) e san Colombano (Irlanda).
Presso il capitolo si trova le seguente frase biblica scritta in spagnolo, olandese e irlandese: "Andate fra tutti i popoli" (Mt 28,19).

### IV capitello - Giustizia e pace
Il quarto capitello è dedicato a san Klaus di Flüe (Svizzera), santa Caterina da Siena (Italia) e san Sergio di Radonez (Russia). Presso il capitolo si trova le seguente frase biblica scritta in tedesco, italiano e russo: "La giustizia opera la pace" (Is 32,17).

### V capitello - Salvaguargia del creato
Il quinto capitello è dedicato a san Giovanni Nepomuceno (Rep. Ceca), san Francesco d'Assisi (Italia) e san Floriano (Austria). Presso il capitolo si trova le seguente frase biblica scritta in ceco, italiano e tedesco: "Dio vide quanto aveva fatto, ed ecco, era cosa moto buona" (Gen 1,31).

### VI capitello - Caritas
Il sesto capitello è dedicato a san Massimiliano Kolbe (Polonia), sant'Elisabetta d'Ungheria e san Martino di Tours (Francia). Presso il capitolo si trova le seguente frase biblica scritta in polacco, ungherese e francese: "L'avete fatto a me" (Mt 25,40).

### VII capitello - La famiglia
Il settimo capitello è dedicato a santa Brigida (Paesi Nordici), sant'Adolph Kolping (Germania) e san Tommaso Moro (Inghilterra). Presso il capitolo si trova le seguente frase biblica scritta in svedese, tedesco ed inglese: "Dio nei suoi baluardi è apprso fortezza inespugnabile" (Sal 48,4).

### VIII capitello - La Diocesi di Bolzano-Bressanone
L'ottavo capitello è dedicato a san Giuseppe Freinademetz, san Cassiano e san Vigilio. Presso il capitolo si trova le seguente frase biblica scritta in ladino, italiano e tedesco: "Custodisci i beni preziosi a te affidati con la forza dello Spirito Santo" (2 Tim 1,14).